# Mimas virescens-maculata
Mimas virescens-maculata är en fjärilsart som beskrevs av Tutt 1902. Mimas virescens-maculata ingår i släktet Mimas och familjen svärmare. Inga underarter finns listade i Catalogue of Life.